# Lemberg (Jura Szwabska)

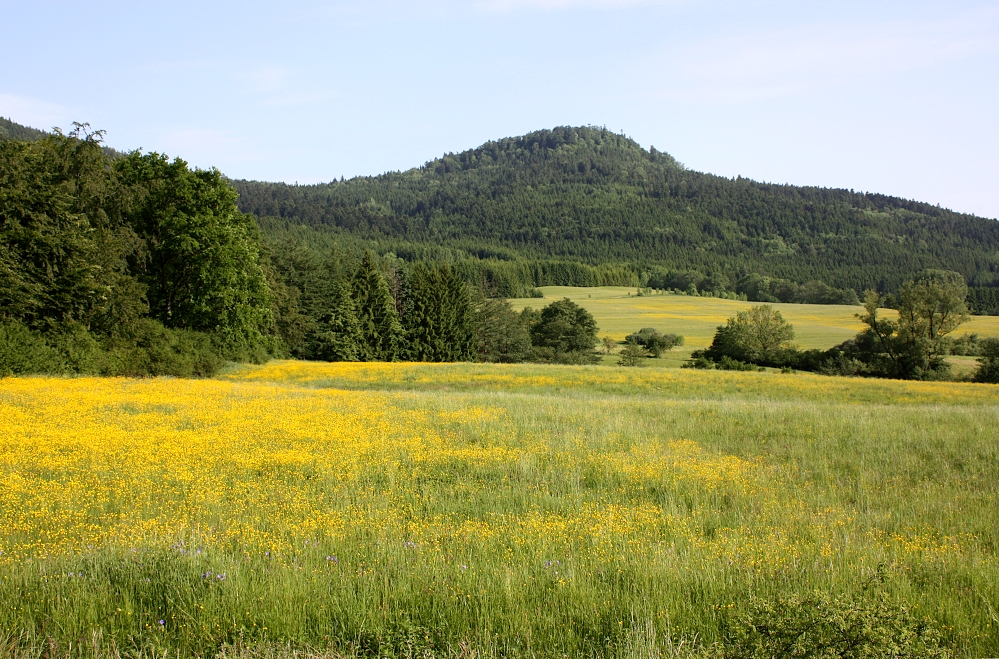
Widok na Lemberg

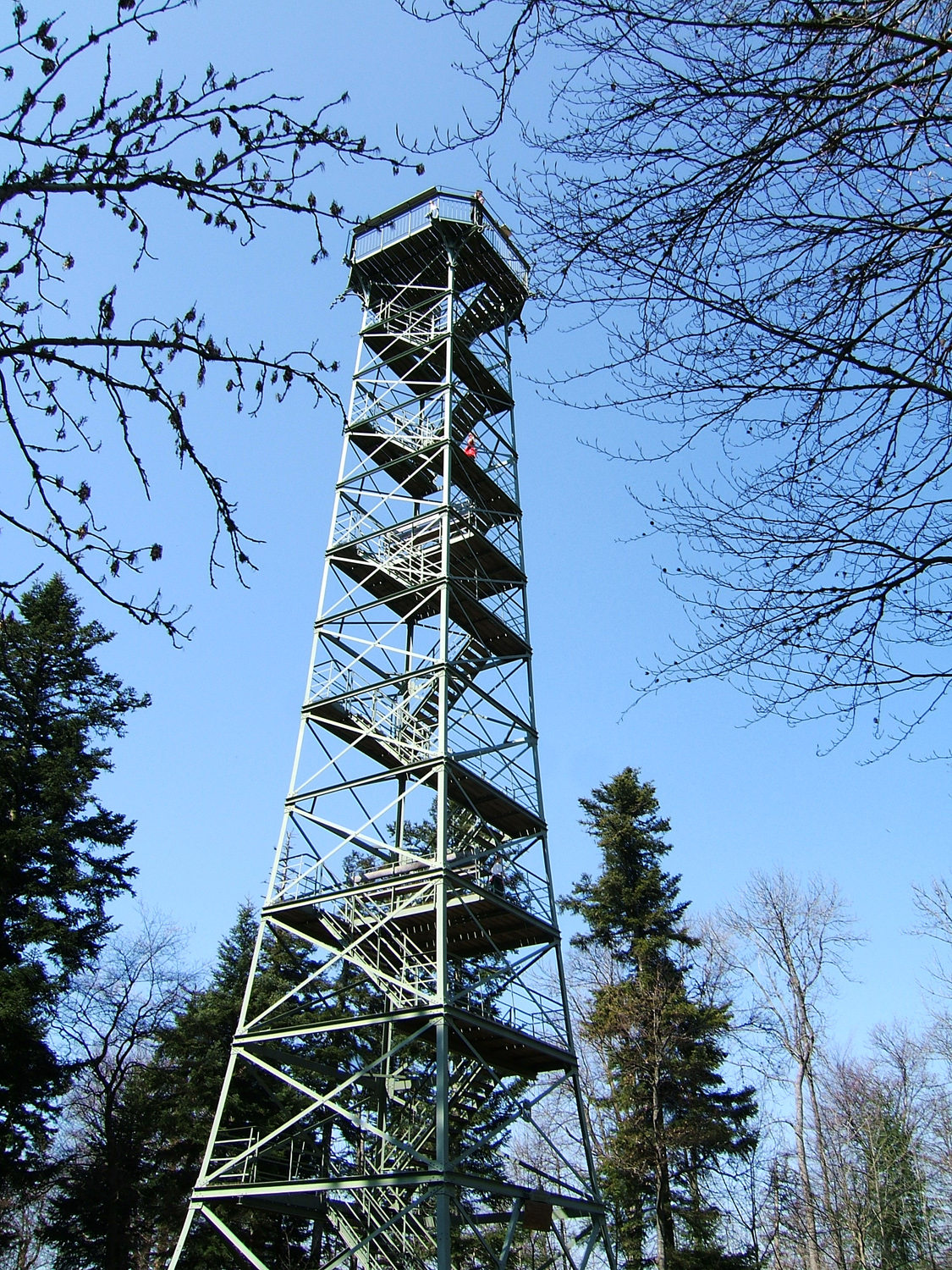
Wieża na szczycie

Lemberg – jest najwyższą górą o wys. 1015 m n.p.m. na Jurze Szwabskiej w Badenii-Wirtembergii w południowych Niemczech.
Szczyt leży na wschód od miasta Rottweil w powiecie Tuttlingen w gminie Gosheim. Na szczycie znajduje się wieża o wys. 33 m. o konstrukcji stalowej, z której przy ładnej pogodzie i przejrzystym powietrzu rozciąga się widok na Alpy.